# Іжевський трамвай
Іже́вський трамва́й — система електричного трамвая міста Іжевськ (Росія); єдина трамвайна система Удмуртії. Нині нараховує 11 маршрутів. Система одна з найбільш стабільних в країні, закрито 2 маршрути, шляхопроводи підтримуються в належному стані.

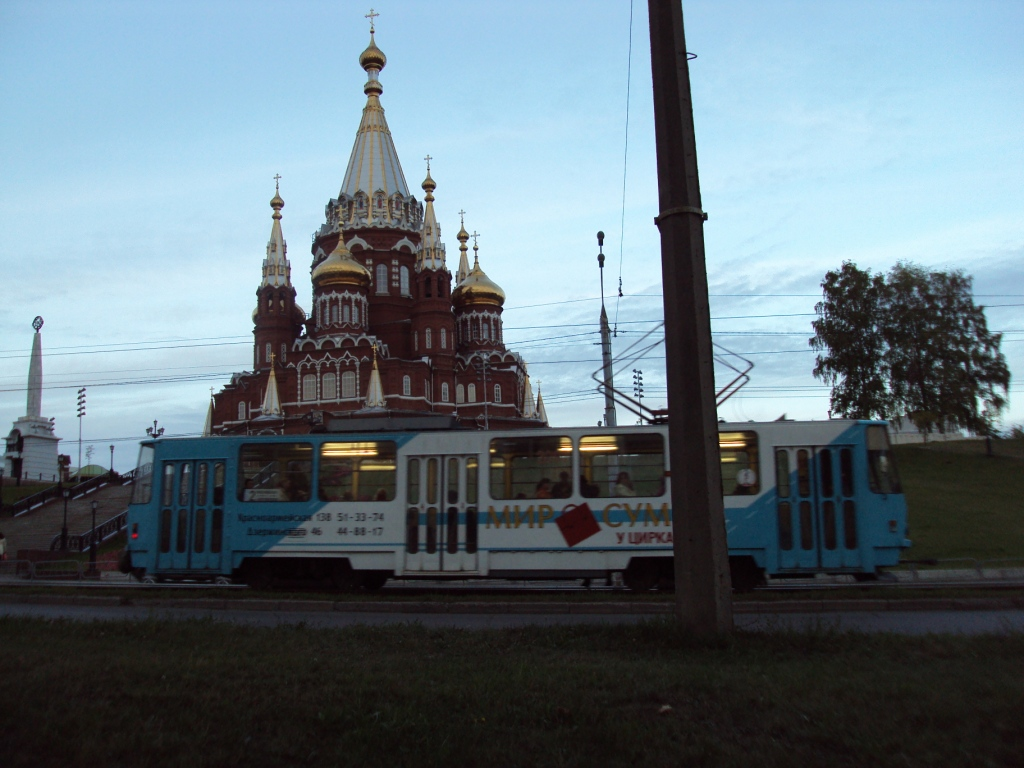

Іжевський трамвай був відкритий 18 листопада 1935 року. 1936 року єдиний маршрут був подовжений, а 1941 року був відкритий вже другий маршрут.
Основу парка складають чехословацькі вагони Tatra-T3 та Tatra-Т6В5. У 2003 році у місті з'явився вагон 71-402 «Спектр», який отримав номер 1300. Також є один вагон 71-619КТ-01 під номером 2100.

## Маршрути
- 1. «Московська — містечко Металургів»
- 2. «Буммаш — Центр — Промислова»
- 3. «Московська — Промислова»
- 4. «Промислова — містечко Металургів»
- 5. «Буммаш — школа интернат - Центр - Вогнеупорна»
- 7. «Буммаш — містечко Металургів»
- 8. «Буммаш — Промислова»
- 9. «Буммаш — Московська»
- 10. «Ворошилова — містечко Металургів»
- 11. «Ворошилова — Промислова»
- 12. «Ворошилова — Московська»